# Kamerleng
Kamerleng (italijansko camerlengo, komornik) je upravnik javnih dohodkov oz. zakladnik, v rimskokatoliški cerkvi pa (je bil pogosto) najstarejši kardinal, ki vodi Apostolsko komoro v času sedisvakance, (običajno po papeževi smrti ali odstopu), ta namreč upravlja Sveti sedež vse do izvolitve novega papeža.
Kamerleng je v času »izpraznjenega sedeža«, od smrti ali odstopa papeža pristojen za pripravo papeških volitev na konklavah in za upravljanje papeškega premoženja.
Sedanji kamerleng je (to je postal po smrti prejšnjega kamerelenga kardinala Taurana) od 14. februarja 2019 kardinal Kevin Joseph Farrell, ki opravlja tudi naloge prefekta Dikasterija za laike, družino in življenje.
Po kamerlengu se imenuje tudi znana trdnjava v Trogirju.